# Judith av Thüringen
Judith av Thüringen, född 1135, död efter 1174, var en drottning av Böhmen, gift med kung Vladislav II av Böhmen. 
Judith var dotter till Ludvig I av Thüringen och Hedvig av Gudensberg. 
Hon gifte sig år 1153 och blev drottning 1158. Hon beskrivs som vacker, djärv och handlingskraftig, intresserad av litteratur och vetenskap och engagerad i politik. Hon talade och skrev latin och representerade ofta kungen under hans frånvaro. 
Hon följde Vladislav i exil 1172. Hon tillbringade troligen sina sista år i kloster. Hennes dödsår är inte känt, men undersökningar av skelettet tyder på att hon blev omkring åttio år och alltså borde ha levt till åtminstone 1210.